# Pollenia leclercqiana
Pollenia leclercqiana este o specie de muște din genul Pollenia, familia Calliphoridae, descrisă de Andy Z. Lehrer în anul 1978.
Este endemică în Spania. Conform Catalogue of Life specia Pollenia leclercqiana nu are subspecii cunoscute.